# Mateus 10
Mateus 10 é o décimo capítulo do Evangelho de Mateus no Novo Testamento. Ele narra os episódios do ministério de Jesus depois de Jesus já ter chamado alguns de seus discípulos e antes do encontro com os discípulos de João Batista. Esta seção é conhecida também como Discurso da Missão ou Comissão Menor, para diferenciá-la da Grande Comissão. Enquanto a primeira é o envio dos discípulos para pregar especificamente para os israelitas, a segunda é para "todas as nações".
Este capítulo tem relação com os ensinamentos de Jesus em Lucas 12.

## Descrição
Mateus 10 é composto quase que inteiramente de ditos e frases de Jesus. Neste capítulo, ele envia os doze apóstolos para curar e pregar pela região com instruções bem específicas. Muitos dos ditos encontrados neste capítulo aparecem também em Lucas 10 e no apócrifo Evangelho de Tomé.
Os versículos 2-4 listam o nome dos doze no episódio conhecido como Jesus convidando os doze apóstolos:
| “ | «Ora os nomes dos doze apóstolos são estes: O primeiro, Simão, que também se chama Pedro, e André, seu irmão; Tiago e João, filhos de Zebedeu; Filipe e Bartolomeu; Tomé e Mateus o publicano; Tiago, filho de Alfeu, e Tadeu; Simão, o Zelote e Judas Iscariotes, que o traiu.» (Mateus 10:2–4) | ” |

A "Comissão Menor" foi direcionada apenas para as "ovelhas perdidas da casa de Israel" e seria realizada ainda durante a vida mortal de Jesus. Nela, Jesus profere uma de suas mais famosas frases, "Não vim trazer a paz, mas a espada", uma reflexão sobre sua doutrina de amar os inimigos.

## Texto
O texto foi originalmente escrito em grego koiné e está dividido em 42 versículos. Alguns dos mais importantes manuscritos são:
- Papiro 110 (ca. século III ou IV; apenas os versículos 13-15, 25-27)
- Codex Vaticanus (ca. 325–350; completo)
- Codex Sinaiticus (ca. 330–360; completo)
- Codex Bezae (ca. 400; completo)
- Codex Ephraemi Rescriptus (ca. 450; completo)
- Codex Petropolitanus Purpureus (ca. século VI)

## Paralelos com o Evangelho de Tomé
Mateus 10 contém muitos paralelos com versículos do Evangelho de Tomé.
- Mateus 10:16 é similar ao dito 39
- Mateus 10:37 é similar aos ditos 55 e 101
- Mateus 10:27b é similar ao dito 33a
- Mateus 10:34-36 é similar ao dito 16
- Mateus 10:26 é similar ao dito 5b